# Bruchus quornensis
Bruchus quornensis is een keversoort uit de familie bladkevers (Chrysomelidae). De wetenschappelijke naam van de soort werd in 1900 gepubliceerd door Thomas Blackburn.